# Roskilde Amt
Roskilde Amt byl dánský okres. Nacházel se ve střední části ostrova Sjælland v blízkosti hlavního města Kodaně.

## Města a obce
(počet obyvatel k 1. červnu 2005)
- Bramsnæs (9 424)
- Greve (47 847)
- Gundsø (15 870)
- Hvalsø (7 856)
- Køge (40 182)
- Lejre (8 757)
- Ramsø (9 367)
- Roskilde (54 586)
- Skovbo (14 987)
- Solrød (20 748)
- Vallø (10 314)